# إيوانوما (مياغي)
إيوانوما (باليابانية: 岩沼市 إيوانوما-شي) هي مدينة في محافظة مياغي، اليابان. تأسست المدينة في 1 نوفمبر، 1971.
في 11 مارس 2011 تعرضت المدينة إلى ضرر بالغ جراء الزلزال بشدة 8.9 درجات وموجات التسونامي التي تبعت ذلك.

## توأمة
لإيوانوما (مياغي) اتفاقيات توأمة مع:
- نابا

## أعلام
- كشي أوكوبو